# Saint-Paul-lès-Dax
Saint-Paul-lès-Dax (gaskonsko Sent Pau d'Acs) je zdraviliško naselje in občina v francoskem departmaju Landes regije Akvitanije. Naselje je leta 2012 imelo 13.139 prebivalcev.

## Geografija
Kraj leži v pokrajini Gaskonji ob reki Adour, 2,5 km severno od središča Daxa.

## Uprava
Občina Saint-Paul-lès-Dax skupaj s sosednjimi občinami Angoumé, Dax, Gourbera, Herm, Mées, Rivière-Saas-et-Gourby, Saint-Vincent-de-Paul, Saubusse in Téthieu sestavlja kanton Dax-Sever s sedežem v Daxu. Kanton je sestavni del okrožja Dax.

## Zanimivosti
- romanska cerkev sv. Pavla iz 12. stoletja, prenovljena v 19. stoletju, romarska postaja na poti v Santiago de Compostelo (Via Turonensis), francoski zgodovinski spomenik od leta 1862;

## Pobratena mesta
- Amares (Portugalska),
- Caldes de Montbui (Katalonija, Španija).